# Macamic
Pour les articles homonymes, voir Macamic (homonymie).
Macamic est une municipalité québécoise (Canada) située dans la municipalité régionale de comté d'Abitibi-Ouest et dans la région administrative de l'Abitibi-Témiscamingue. Le recensement de 2021 y dénombre 2 744 habitants.

## Toponymie
Macamic a emprunté son nom au lac homonyme, lac Macamic, nom qui signifie en algonquin castor boiteux.

## Histoire
L'actuelle ville de Macamic a été créée le 6 mars 2002. Elle est issue du regroupement de la ville de Macamic et de la municipalité de Colombourg.

### Histoire du secteur Colombourg
Cette ancienne municipalité, aujourd'hui fusionnée à la ville de Macamic, a primitivement reçu la pittoresque dénomination de Jument-Blanche, du nom de l'animal de Louis Ayotte, l'un des premiers colons à s'y installer en 1912.
Cette appellation sera remplacée lors de l'élection municipale en 1926 par celle de Colombourg, modification graphique de Colon-bourg, nom primitif de l'endroit, qui souligne l'apport des colons au développement de la municipalité. Cette dénomination identifiait le bureau de poste local dès 1921.

### Chronologie
- 15 février 1918 : Constitution de la municipalité des cantons unis de Royal-Roussillon-et-Poularies.
- 23 avril 1919 : La municipalité village de Macamic se détache de Royal-Roussillon-et-Poularies.
- 7 mai 1924 : Poularies se détache de Royal-Roussillon-et-Poularies.
- 27 août 1926 : Constitution de la municipalité de Colombourg.
- 9 mai 1952 : Royal-Roussillon-et-Poularies deviennent la municipalité de la paroisse de Royal-Roussillon-de-Macamic.
- 1955 : Le village de Macamic change son statut pour celui de ville.
- 29 juillet 1961 : Royal-Roussillon-de-Macamic devient la municipalité de la paroisse de Macamic.
- 14 novembre 1992 : Annexion d'une partie de Macamic Paroisse à la Ville de macamic
- 13 juin 2001 : Constitution de la nouvelle ville de Macamic à la suite de la fusion de l'ancienne ville et de la paroisse de Macamic.
- 6 mars 2002 : Constitution de la nouvelle ville de Macamic par la fusion de l'ancienne ville et Colombourg.

## Gentilé
Les personnes qui habitent la ville de Macamic sont appelés « Macamicois » et « Macamicoise ».

## Démographie
| 1941 | 1951  | 1961  | 1991  | 1996  | 2001  | 2006  | 2011  | 2016  |
| ---- | ----- | ----- | ----- | ----- | ----- | ----- | ----- | ----- |
| 645  | 1 123 | 1 614 | 1 833 | 1 711 | 2 838 | 2 726 | 2 734 | 2 751 |

| 2021  | - | - | - | - | - | - | - | - |
| ----- | - | - | - | - | - | - | - | - |
| 2 744 | - | - | - | - | - | - | - | - |

## Administration

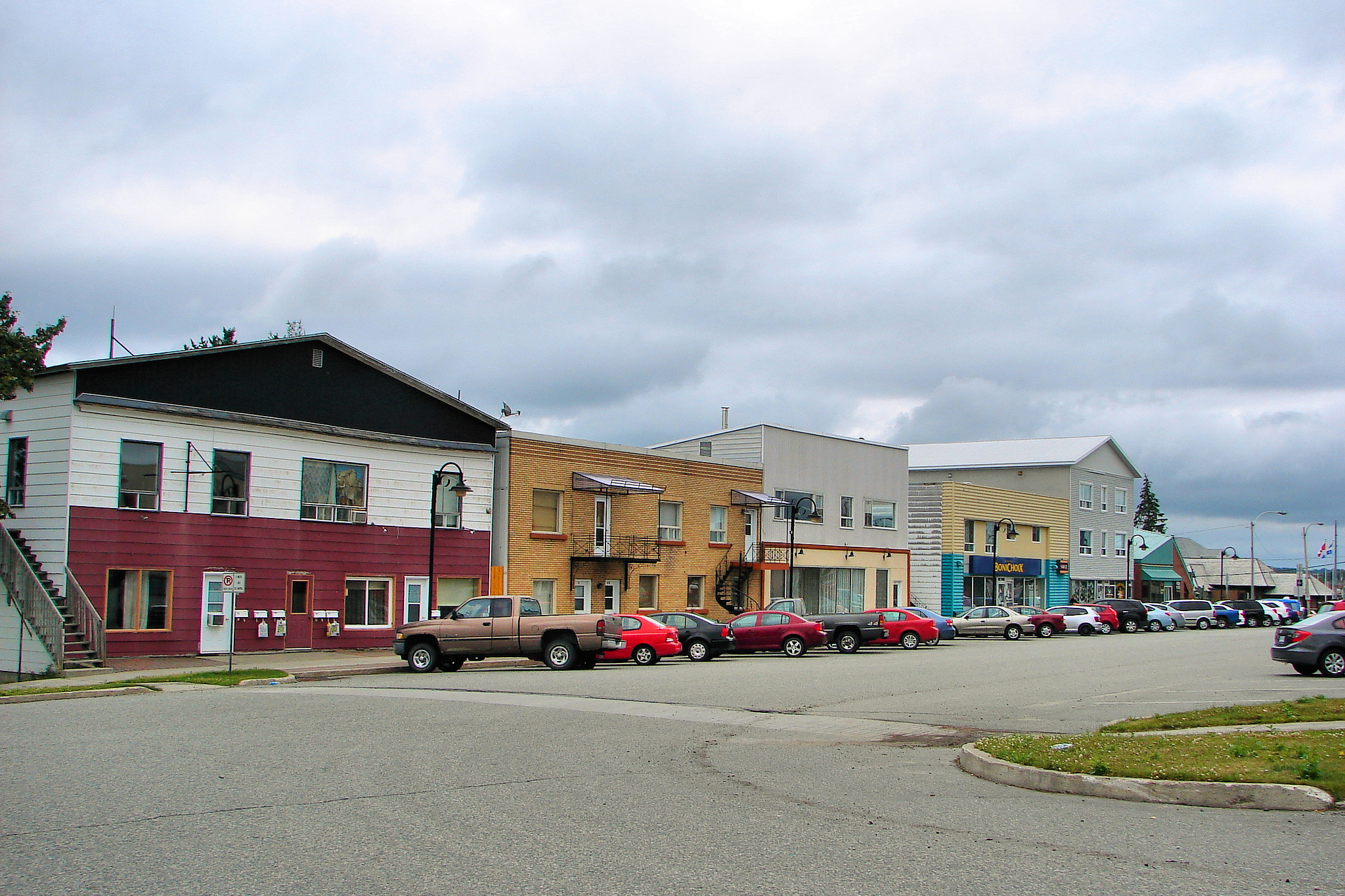
Rue Principale.

Les élections municipales se font en bloc pour le maire et les six conseillers.
| Macamic Maires depuis 2001                                                                                           |                     |         |          |
| Élection | Maire               | Qualité | Résultat |
| 2005 | Daniel Rancourt     |         | Voir     |
| 2009 | Daniel Rancourt     | Voir    |          |
| 2013 | Claude Nelson Morin |         | Voir     |
| 2017 | Lina Lafrenière     |         | Voir     |
| 2021 | Lina Lafrenière     | Voir    |          |
| Élection partielle en italique Depuis 2005, les élections sont simultanées dans toutes les municipalités québécoises |                     |         |          |

## Personnalités liées
- Andrée Boucher (1938-2021), comédienne
- Marc-Aurèle Fortin (1888-1970), peintre. Gravement malade, atteint de cécité complète, il passe ses dernières années de vie dans le sanatorium de Macamic, où il meurt le 2 mars 1970.